# 3월 23일
3월 23일은 그레고리력으로 82번째(윤년일 경우 83번째) 날에 해당한다.

## 사건
- 1908년 - 전명운, 장인환 의거 - 스티븐스 저격
- 1925년 - 대한민국 임시 정부의 이승만 대통령이 의정원의 탄핵 의결로 대통령직에서 면직되다.
- 1940년 - 영국령 인도의 무슬림들이 무슬림 다수 국가의 건설을 요구한 라호르 결의를 채택하다.
- 1956년 - 파키스탄이 이슬람 공화국으로 출범하였다.
- 1962년 - 대한민국의 제4대 대통령 윤보선이 국가재건최고회의에 사직서를 제출하고 사퇴하다.
- 1994년 - 셰레메티예보 국제공항을 출발해 홍콩 카이탁 국제공항으로 향하던 아에로플로트 593편이 추락, 75명이 사망하다.
- 1996년 - 리덩후이가 중화민국에서 처음 실시된 직접 선거에서 총통에 당선되다.
- 2009년 - 페덱스 익스프레스 80편이 나리타 국제공항에 착륙 중 균형을 잃고 불시착해 화재를 일으키다.
- 2020년 - 최초의 좌우대칭동물인 이카리아 와리우티아의 존재가 공식적으로 발표되다.
- 2021년 - 화물선 좌초로 수에즈 운하가 마비되다.

## 문화
- 2001년 - 러시아의 우주 정거장 미르가 남태평양의 지구 대기권에 재진입하면서 15년 간의 임무를 마치다.
- 2007년 - 인천국제공항철도 김포공항 - 인천국제공항 구간이 개통되어 최초 운행을 시작하였다.
- 2013년 - 미국의 밴드 My Chemical Romance가 해체하였다.
- 2025년 - CGV 송파와 CGV 연수역이 동시에 폐점하였다.

## 탄생
- 1749년 - 프랑스의 수학자 피에르시몽 드 라플라스 후작. (~1827년)
- 1882년 - 독일의 수학자 에미 뇌터. (~1935년)
- 1883년 - 이탈리아의 체조 선수 알베르토 브랄리아. (~1954년)
- 1887년 - 체코의 작가 요세프 차페크. (~1945년)
- 1900년 - 독일의 심리학자 에리히 프롬. (~1980년)
- 1902년 - 일제강점기 태생 대한민국의 배우 윤봉춘. (~1975년)
- 1904년 - 미국의 배우 조앤 크로퍼드. (~1977년)
- 1910년 - 일본의 영화 감독 구로사와 아키라. (~1998년)
- 1912년 - 미국의 로켓과학자 베르너 폰 브라운. (~1977년)
- 1915년 - 소련의 저격수 바실리 자이체프. (~1991년)
- 1920년 - 일본의 야구 선수 가와카미 데쓰하루. (~2013년)
- 1922년 - 대한민국의 군인 겸 정치인 장경순. (~2022년)
- 1928년 - 대한민국의 정치인 김현자. (~2018년)
- 1929년 - 소련의 역도 선수 라파옐 치미시캰. (~2022년)
- 1930년 - 잉글랜드의 축구 선수 렌 화이트. (~1994년)
- 1933년 - 미국의 심리학자 필립 짐바르도. (~2024년)
- 1934년 - 아르헨티나의 배우 린다 크리스털. (~2020년)
- 1935년 - 대한민국의 건축가 지순. (~2021년)
- 1942년
  - 대한민국의 천주교 대구대교구 제9대 교구장 최영수. (~2009년)
  - 오스트리아의 영화 감독 미하엘 하네케.
- 1943년 - 대한민국의 배우 국정환. (~2012년)
- 1944년 - 잉글랜드의 작곡가, 피아니스트 마이클 나이먼.
- 1945년
  - 대한민국의 문화예술인 박제천. (~2023년)
  - 대한민국의 성직자 유수일. (~2025년)
- 1947년 - 대한민국의 배우 김희라.
- 1953년 - 미국의 싱어송라이터 샤카 칸.
- 1954년
  - 대한민국의 헌법재판소, 법조인 김택수.
  - 대한민국의 가수 이영.
- 1955년 - 미국의 농구 선수 모지스 멀론. (~2015년)
- 1957년
  - 대한민국의 권투 선수 박찬희.
  - 대한민국의 축구 선수 신윤기. (~1999년)
  - 대한민국의 전 야구 선수 감사용.
- 1958년
  - 대한민국의 방송인 왕영은.
  - 몬산토의 기업인 휴 그랜트.
- 1959년
  - 미국의 배우 캐서린 키너.
  - 일본의 배우, 성우 이쿠라 카즈에.
- 1961년 - 대한민국의 법조인, 정치인 양부남.
- 1962년
  - 대한민국의 아나운서 유영미.
  - 일본의 영화감독, 각본가 야마가 히로유키.
- 1963년 - 스페인의 전 축구 선수, 현 축구 감독 미첼.
- 1964년
  - 대한민국의 교수 문단열.
  - 미국의 배우 호프 데이비스.
- 1965년 - 대한민국의 가수 원미연.
- 1968년
  - 영국의 가수 데이먼 알반.
  - 스페인의 전 축구 선수 페르난도 이에로.
- 1971년
  - 캐나다의 모델 야스민 가우리.
  - 미국의 모델, 배우 캐런 맥두걸.
- 1972년
  - 대한민국의 배우 김민종.
  - 미국의 래퍼 이준 (솔리드).
- 1973년
  - 대한민국의 방송기자 최문종.
  - 대한민국의 야구 코치 전병호.
  - 대한민국의 바둑 기사 김승준.
  - 폴란드의 축구 선수 예지 두데크.
  - 미국의 농구 선수, 감독 제이슨 키드.
- 1974년
  - 스페인 카탈루냐의 영화 감독 자우메 코예트세라.
  - 뉴질랜드의 권투 선수 마크 헌트.
- 1976년
  - 미국의 가수 박정현.
  - 미국의 배우 케리 러셀.
  - 미국의 배우 미셸 모너핸.
  - 도미니카공화국의 야구 선수 조엘 페랄타.
  - 미국의 전직 뉴욕 타임즈 제이슨 블레어.
- 1977년
  - 대한민국의 배우 문경희.
  - 스웨덴의 영화 감독 다니엘 에스피노사.
- 1978년
  - 대한민국의 정치인 서진희.
  - 아르헨티나의 축구 선수 왈테르 사무엘.
- 1979년
  - 대한민국의 방송인 박지윤.
  - 일본의 배우 강창웅.
  - 미국의 전 프로레슬링 선수 레이 고디.
- 1980년 - 대한민국의 기상 캐스터 신민정.
- 1981년 - 대한민국의 전직 스타크래프트 프로게이머 손승완.
- 1982년
  - 대한민국의 배우 정태우.
  - 캐나다의 배우 니컬러스 라이트.
- 1983년
  - 대한민국의 모델 한혜진.
  - 대한민국의 레이싱 모델 황인지.
  - 독일의 축구 선수 사샤 리터.
- 1984년 - 중국의 태권도 선수 정이.
- 1985년
  - 대한민국의 전직 스타크래프트 프로게이머 한승엽.
  - 대한민국의 전 축구 선수 김명진.
- 1986년 - 대한민국의 작곡가 헬렌 박.
- 1987년
  - 대한민국의 아나운서 성유미.
  - 인도의 배우 캉가나 라나우트.
  - 대한민국의 가수 강남.
  - 대한민국의 전직 스타크래프트 프로게이머 김정환.
- 1988년
  - 대한민국의 첼리스트 김소을.
  - 대한민국의 야구 선수 정병곤.
  - 대한민국의 레이싱모델 정여진
  - 대한민국의 레이싱모델 허윤미.
  - 대한민국의 배구 선수 곽승석.
- 1989년
  - 대한민국의 가수 이지수.
  - 대한민국의 배우 이문정.
- 1990년
  - 대한민국의 야구 선수 김상수 (삼성 라이온즈).
  - 대한민국의 유튜버 꾹TV. (본명:김종국)
  - 요크 공녀 유제니.
- 1991년
  - 대한민국의 전 야구 선수 문찬종.
  - 일본의 가수 센가 켄토 (Kis-My-Ft2).
- 핀란드의 아이스하키 선수 에리크 하울라.
- 1992년
  - 대한민국의 현직 아나운서 김빅토리아노.
  - 미국의 농구 선수 카이리 어빙.
- 1993년
  - 대한민국의 배우 이현우.
  - 대한민국의 배우 한다희.
- 1994년 - 대한민국의 배드민턴 선수 정재욱.
- 1995년 - 튀르키예의 축구 선수 오잔 투판.
- 1996년 - 대한민국의 농구 선수 진안.
- 1997년
  - 대한민국의 야구 선수 최원준.
  - 대한민국의 농구 선수 강유림.
- 1998년
  - 대한민국의 사격 선수 남태윤.
  - 대한민국의 가수 이승희.
  - 대한민국의 축구 선수 강채림.
- 1999년
  - 대한민국의 축구 선수 이윤오.
  - 대한민국의 가수 윤호 (에이티즈).
- 2000년 - 중국의 가수 런쥔 (NCT).
- 2001년 - 미국의 배우 매슈 린츠.
- 2002년 - 우즈베키스탄의 태권도 선수 울루그베크 라시토프.
- 2004년 - 일본의 아이돌 오카자키 코타로.

## 사망
- 199년 - 가락국의 왕 김수로. (42년~)
- 1022년 - 중국 북송의 제3대 황제 송진종. (968년~)
- 1555년 - 221대 로마의 교황 교황 율리오 3세. (1487년~)
- 1801년 - 러시아 제국의 로마노프 왕조 9번째 군주 파벨 1세. (1754년~)
- 1842년 - 프랑스의 소설가 스탕달. (1783년~)
- 1881년 - 러시아의 작곡가, 지휘자, 피아니스트 니콜라이 루빈시테인. (1835년~)
- 1946년
  - 미국의 물리화학자 길버트 뉴턴 루이스. (1875년~)
  - 스페인의 총리, 사회운동가 프란시스코 라르고 카바예로. (1865년~)
  - 나치 독일의 정치가, 비서 및 마르틴 보어만의 아내 게르다 보어만. (1909년~)
- 1970년 - 대한민국의 한글학자 최현배. (1894년~)
- 1984년 - 대한제국 황실 사동궁 사손이며 前 대한민국 민주정의당 특임행정위원 이곤. (1919년~)
- 1992년 - 오스트리아의 경제학자 프리드리히 하이에크. (1899년~)
- 2002년 - 미국의 심리학자 닐 밀러. (1909년~)
- 2007년 - 미국의 필즈상 수상 수학자 폴 코언. (1934년~)
- 2011년 - 미국의 배우 엘리자베스 테일러. (1932년~)
- 2015년
  - 싱가포르의 정치인이자 초대 총리, 인민 행동당의 총재 리콴유. (1923년~)
  - 이라크의 축구 선수 마흐디 압둘자흐라. (1996년~)
- 2016년 - 미국의 배우 켄 하워드. (1944년~)
- 2018년 - 대한민국의 배우 명정강. (1940년~)
- 2019년 - 우즈베키스탄의 프리스타일 스키 선수 리나 체랴조바. (1968년~)
- 2020년 - 이탈리아의 영화배우 루차 보세. (1931년~)
- 2021년
  - 미국의 영화배우 조지 시걸. (1934년~)
  - 미국의 철학자 에드먼드 게티어. (1927년~)
- 2022년
  - 대한민국의 가수 오기택. (1939년~)
  - 미국의 정치인 매들린 올브라이트. (1937년~)
- 2024년
  - 대한민국의 교수 박갑수. (1934년~)
  - 이탈리아의 피아니스트 마우리치오 폴리니. (1942년~)

## 기념일
- 세계 기상의 날
- 볼리비아 바다의 날(Day of the Sea)
- 파키스탄의 날(공화국의 날)
- 대한민국 대표 소추 정세크피르가 첫 몽정을 한날

## 같이 보기
- 전날: 3월 22일 다음날: 3월 24일 - 전달: 2월 23일 다음달: 4월 23일
- 음력: 3월 23일
- 모두 보기